# Rosette du rosier
La rosette du rosier, ou balai de sorcière du rosier, est une maladie virale qui affecte les rosiers (Rosa sp.). Toutes les espèces et variétés de rosiers sont considérées comme étant menacées par cette maladie, qui sévit quasi-exclusivement en Amérique du Nord (Canada, États-Unis). Elle est due à un phytovirus du genre Emaravirus, appelé Rose rosette virus (RRV), transmis exclusivement par une espèce d'acariens, Phyllocoptes fructiphilus. Les symptômes très variés concernent aussi bien les feuilles que les tiges et les fleurs, qui sont affectées par une croissance excessive, une prolifération des feuilles, une malformation et une décoloration des fleurs accompagnée d'une réduction de la floraison. Le virus peut entraîner le dépérissement et la mort des rosiers infectés dans une délai de deux à trois ans après l'infection. Cette maladie menace le secteur américain des plants de rosiers de jardin en conteneur ou à racines nues dont le chiffre d'affaires annuel est d'environ 400 millions de dollars.

## Symptômes et dégâts
Les symptômes de la rosette du rosier apparaissent d'abord sur les feuilles, puis sur les tiges et les rameaux. On constate un rougissement et une distorsion inhabituelle des feuilles, un allongement rapide des pousses, l'apparition de jeunes pousses rouges, de balais de sorcière, une prolifération excessive d'aiguillons, puis le dépérissement des rosiers infectés avec une floraison réduite et une malformation des fleurs.
Ces symptômes sont très variables, selon les espèces ou cultivars concernés, l'âge ou le stade de croissance des plantes, le stade de la maladie et les conditions de milieu. La production excessive d'épines est généralement considérée comme un bon indicateur de la présence du virus chez les rosiers cultivés, cependant, hors des États-Unis, d'autres agents pathogènes peuvent provoquer une « épinosité »  excessive. Les plantes infectées peuvent ne présenter que certains de ces symptômes, en particulier aux premiers stades de la maladie, et les symptômes peuvent évoluer avec le temps (par exemple, la couleur rougeâtre disparaît à mesure que les feuilles mûrissent sur les plantes saines).

### Dégâts
Les plantes infectées par le virus de la rosette perdent leur valeur esthétique et déclinent progressivement jusqu'à la mort. La mortalité résulte généralement d'une sensibilité accrue aux dégâts causés par le gel et le froid hivernal. Les rosiers infectés meurent dans un délai de  1 à 5 ans après l'apparition des premiers symptômes, selon la taille des plantes. Les plantules infectées survivent rarement au-delà d'un an, les plantes à couronne unique meurent généralement dans les 2-3 ans et chez certaines plantes à couronnes multiples, certaines parties peuvent survivre jusqu'à 5 ans.
Les rosiers infectés ont une sensibilité accrue à l'oïdium.

### Symptômes similaires
Les herbicides peuvent provoquer des symptômes similaires : par exemple, le glyphosate peut provoquer des balais de sorcière, le 2,4-D peut provoquer une déformation des feuilles, mais dans ce cas les rosiers se rétablissent normalement des dégâts causés par les herbicides l'année suivante.
Certaines carences en nutriments peuvent également provoquer des symptômes similaires, mais ceux-ci affectent généralement l'ensemble de la plante. Certains insectes ainsi que des facteurs abiotiques (comme le vent, la température et le soleil) peuvent également provoquer des symptômes similaires.
Hors d'Amérique du Nord, un phytoplasme du sous-groupe 16SrI-B (groupe de la jaunisse de l'aster) provoque une épinosité excessive chez les rosiers et un nouveau phytoplasme provoquant les balais de sorcière sur Rosa ×damascena a été décrit en Inde. Un virus du genre  Closterovirus a également été associé à des symptômes de rosette foliaire sur rosier,.

## Réglementation
En Europe, où la maladie est absente, le virus de la rosette du rosier et son vecteur, Phyllocoptes fructiphilus, sont inscrits depuis 2018 sur la liste  A1 (liste de ravageurs absents de la zone euro-méditerranéenne) de l'Organisation européenne et méditerranéenne pour la protection des plantes (OEPP). Elle est aussi réglementé par l'Union européenne. 

## Histoire
La maladie de la rosette du rosier, appelée aussi maladie des balais de sorcières du rosier, est une maladie endémique de l'Amérique du Nord. Elle est décrite initialement dans les années 1940. On l'a par la suite signalée dans plusieurs États du centre et de l'Est des États-Unis aussi bien sur des rosiers hybrides cultivés que sur des espèces sauvages de rosiers. Parmi les espèces sauvages, Rosa multiflora, hautement sensible à la maladie de la rosette, est la source présumée à l'origine de l'infection des rosiers cultivés.